# Verjamem (chanson)
Pour les articles homonymes, voir Verjamem.
Verjamem (Je crois que) est la chanson de l'artiste slovène Eva Boto qui représente la Slovénie au Concours Eurovision de la chanson 2012 à Bakou, en Azerbaïdjan.

## Eurovision 2012
La chanson est sélectionnée le 26 février 2012 lors d'une finale nationale.
Elle participe à la seconde demi-finale du Concours Eurovision de la chanson 2012, le 24 mai 2012.